# Hylesia frigida
Hylesia frigida är en fjärilsart som beskrevs av William Schaus 1911. Hylesia frigida ingår i släktet Hylesia och familjen påfågelsspinnare. Inga underarter finns listade i Catalogue of Life.